# Italo Bocchino
Italo Bocchino (Napoli, 6 luglio 1967) è un politico, giornalista e editore italiano.
È stato deputato alla Camera dal 9 maggio 1996 al 14 marzo 2013 per quattro legislature (XIII, XIV, XV e XVI), ricoprendo vari incarichi parlamentari, prima con AN poi con PdL ed infine Futuro e Libertà per l'Italia, in cui è stato vicepresidente del partito.
Come giornalista, è stato due volte direttore responsabile del Secolo d'Italia.

## Biografia

### Origini e prime esperienze politiche
Nato a Napoli il 6 luglio 1967, figlio di un impiegato delle poste, si trasferisce con la famiglia in Umbria, dove a Perugia milita nel Fronte della Gioventù, l'organizzazione giovanile del Movimento Sociale Italiano (MSI), e nel Fronte universitario d'azione nazionale (FUAN). Rientrato in Campania per seguire la madre malata, dove, oltre a ricoprire ruoli importanti nelle organizzazioni giovanili dell'MSI a Napoli, diventa portavoce del deputato pugliese Giuseppe Tatarella, facendo da giornalista nel quotidiano napoletano Roma edito da Tatarella.
Viene assunto nel 1994 come cronista parlamentare al Secolo d'Italia con Tatarella Vicepresidente del Consiglio di Silvio Berlusconi. Conosce intanto quella che sarebbe poi diventata la sua prima moglie, Gabriella Buontempo, il cui padre era il costruttore Eugenio, vicino all'ex ministro Claudio Signorile (della sinistra socialista e avversario di Bettino Craxi). Nel giugno del 2023 si sposa in seconde nozze con la medica Giuseppina Ricci.
Ha fatto parte del gruppo di imprenditori editori del quotidiano L'Indipendente, inoltre è stato editore del Roma.

### Elezione a deputato
Alle elezioni politiche del 1996 è eletto alla Camera dei deputati nel collegio uninominale di Casal di Principe, che rientra nella circoscrizione Campania 2, venendo sostenuto dal Polo per le Libertà (in quota AN).
Alle elezioni politiche del 2001 è rieletto alla Camera, nella circoscrizione Campania 1, nelle liste di Alleanza Nazionale.
Durante la XIV Legislatura è membro in Commissione (affari costituzionali, della presidenza del consiglio e interni), della III Commissione (affari esteri e comunitari, IX Commissione (trasporti, poste e telecomunicazioni) e Commissione Parlamentare d'inchiesta sull'affare Telekom Serbia.

### Corsa alla presidenza della Regione Campania
In vista della convocazione delle elezioni regionali in Campania del 2005 si candida alla carica di Presidente della Regione Campania, in rappresentanza della coalizione di centro-destra Casa delle Libertà composta dalle liste: Forza Italia, Alleanza Nazionale, Unione dei Democratici Cristiani e di Centro, Nuovo PSI, Partito Repubblicano Italiano, Partito Pensionati e Movimento Idea Sociale. Alla tornata elettorale Italo Bocchino perde la competizione, ottenendo solamente il 34,38% dei voti contro il 61,56% del presidente uscente del centro-sinistra, il diessino Antonio Bassolino. Divenne successivamente leader dell'opposizione in consiglio regionale della Campania, ma subito decide di lasciare l'incarico per continuare a svolgere il ruolo di deputato a Montecitorio.

### Capogruppo AN in Commissione Affari costituzionali
Alle elezioni politiche del 2006 viene nuovamente rieletto alla Camera dei Deputati, nella circoscrizione Campania 2, nelle liste di Alleanza Nazionale, grazie alla rinuncia di Gianfranco Fini (che opta per un'altra circoscrizione).
Durante la XV Legislatura è capogruppo di AN nella I Commissione (Affari costituzionali, della Presidenza del Consiglio e Interni) e membro dell'esecutivo nazionale del partito.
Nel 2007 è responsabile del partito per la raccolta di firme in favore del referendum per la modifica della legge elettorale; nello stesso anno nasce, sotto la sua direzione, la rivista Con, che mira a divenire punto di riferimento dei conservatori contemporanei italiani.

### Vicecapogruppo PdL alla Camera
Alle elezioni politiche del 2008 viene eletto per la quarta volta consecutiva alla Camera dei deputati, nella circoscrizione Campania 1 tra le liste del Popolo della Libertà, diventando vice-capogruppo vicario del PdL alla Camera.
All'interno del partito Italo Bocchino è tra i principali esponenti della componente che fa capo al presidente della Camera, Gianfranco Fini. È infatti fondatore di Generazione Italia, corrente facente riferimento allo stesso Fini.
Il 16 maggio 2009 gli è stata conferita la cittadinanza onoraria della città di Reggio Calabria, da parte del sindaco Giuseppe Scopelliti per essere stato il proponente e il primo firmatario, nell'ambito del disegno di legge sul Federalismo Fiscale, dell'emendamento che prevede per Reggio Calabria la qualifica di città metropolitana.

### Futuro e Libertà per l'Italia
Il 29 aprile 2010 rassegna le dimissioni irrevocabili da Vicecapogruppo vicario del PdL alla Camera dopo il plateale scontro tra Silvio Berlusconi e Gianfranco Fini alla Direzione Nazionale del partito. Bocchino ha infatti affermato: "Sono stato epurato. Berlusconi ha chiesto la mia testa". Il 29 luglio con un documento approvato dall'Ufficio di presidenza del PdL, a seguito della rottura tra Berlusconi e il cofondatore del partito Fini, Bocchino e i suoi colleghi Carmelo Briguglio e Fabio Granata sono stati, di fatto, messi fuori dal PdL per la loro vicinanza politica al Presidente della Camera Gianfranco Fini.
Ha quindi seguito in prima persona Gianfranco Fini nella scissione del PdL e nella conseguente fondazione di Futuro e Libertà per l'Italia, divenendo, il 3 agosto 2010, Capogruppo del medesimo gruppo parlamentare alla Camera dei Deputati.
Il 13 febbraio 2011 all'assemblea costituente viene nominato Vicepresidente di Futuro e Libertà per l'Italia. Diventa di fatto presidente ad interim del partito dopo l'autosospensione immediata di Gianfranco Fini perché Presidente della Camera dei Deputati. L'incarico di Capogruppo alla Camera dei Deputati passerà quindi a Benedetto Della Vedova.
Il 14 dicembre 2010 vota la sfiducia al governo Berlusconi. La sua posizione di antiberlusconismo radicale, esemplificata dal duro intervento del 14 dicembre a Montecitorio, ha creato malumori e fastidio tra le file dello stesso FLI, in particolare tra gli esponenti più inclini al dialogo politico con il PdL (le cosiddette colombe). Esemplare è in tal senso il caso di Silvano Moffa, che si è astenuto dalla votazione per la sfiducia, contravvenendo alle indicazioni del partito, perché non era stata accolta la sua richiesta di dimissioni di Bocchino.
Al termine dell'assemblea costituente di Milano del 13 febbraio 2011 viene nominato vicepresidente di FLI, da parte del presidente eletto Gianfranco Fini, carica che mantiene fino alle dimissioni di Fini l'8 maggio 2013.

### Elezioni politiche 2013 e fine di FLI
Alle elezioni politiche del 2013 è ricandidato alla Camera dei Deputati nelle liste di Futuro e Libertà per l'Italia, nelle circoscrizioni Campania 1, Campania 2 e Calabria, in seconda posizione in lista, dietro a Gianfranco Fini (che era capolista in tutte le circoscrizioni). I pessimi risultati riscossi dal partito, pari allo 0,47% dei consensi a livello nazionale, non consentono l'elezione di alcun deputato, neppure di Gianfranco Fini, presidente uscente della Camera dei Deputati; lo stesso Bocchino, che non viene più rieletto alla Camera, abbandona il partito.

### Attività editoriale
Nel 1991 è direttore responsabile del mensile di attualità politica e istituzionale Repubblica presidenziale, periodico diretto da Giuseppe Tatarella e Ugo Martinat.
Il 14 giugno 2014 diventa direttore editoriale del Secolo d'Italia, designato dalla Fondazione Alleanza Nazionale.
Nel 2020 diventa docente alla Luiss Business School, mentre il 7 luglio viene eletto vicepresidente della Federazione Italiana Editori Giornali (FIEG), sezione editori digitali. Nello stesso anno torna alla direzione del Secolo d'Italia.

## Controversie e procedimenti giudiziari

### Caso Telekom Serbia
Nella richiesta del 7 maggio 2005 da parte del GUP della Procura di Torino Francesco Gianfrotta, con la quale si chiede l'archiviazione dell'indagine aperta nel 2001 sui vertici di Telecom Italia del 1997, emerge un particolare (non penalmente rilevante) che investe direttamente Bocchino. Nel 2001, Bocchino ricevette dalla "Finbroker", società finanziaria con sede a San Marino, 2.000.400.000 di lire per il quotidiano napoletano Roma. Quel denaro proveniva dai 14 miliardi di lire in contanti che erano stati percepiti dal conte Gianni Vitali per la sua mediazione nell'affare Telekom Serbia.

### CasoGlobal service
Il 28 gennaio 2009 la Procura di Napoli ha notificato a Bocchino un'informazione di garanzia nell'ambito dell'inchiesta Global service, relativa alla manutenzione delle strade del Comune che ha coinvolto magistrati, deputati e assessori napoletani, nella quale si ipotizzano per Bocchino i reati di partecipazione in associazione a delinquere e concorso in turbativa d'asta. Il procedimento si chiude con l'archiviazione.

### Relazione con Mara Carfagna
Il 2 luglio 2011 le agenzie di stampa diffondono la notizia della separazione tra Italo Bocchino e la moglie Gabriella Buontempo. La causa del divorzio sarebbe stata la precedente relazione tra Italo Bocchino e il ministro per le pari opportunità Mara Carfagna, ammessa peraltro dallo stesso Bocchino in più interviste pubbliche. In una di queste, trasmessa su Rai 3 alla presenza di Fabio Fazio, Bocchino ha chiesto pubblicamente scusa alla moglie. La vicenda si è conclusa con la decisione della moglie di richiedere la separazione consensuale.

### Relazione con Sabina Began
Nel 2021 ad un'intervista a Belve l'attrice Sabina Began rivela che la breve relazione avuta con Italo Bocchino era in realtà una trappola da lei tesa in quanto il parlamentare in quel periodo osteggiava pubblicamente in modo accanito la figura di Silvio Berlusconi. La vicenda ha avuto anche un seguito giudiziario, in quanto il parlamentare ha querelato la Began perché quest'ultima aveva diffuso intenzionalmente alla stampa gli sms a carattere privato che i due si erano scambiati.

### Inchiesta su appalti Consip
Il 27 settembre 2021 è stato prosciolto "perché il fatto non sussiste" dalle tre accuse più gravi (due turbative d’asta e false fatturazioni) che gli erano state mosse nell'ambito di un filone dell'inchiesta Consip, che vedeva imputati anche Tiziano Renzi, padre di Matteo, Luca Lotti e Alfredo Romeo. Al contempo è stato rinviato a giudizio dal Tribunale di Roma per traffico di influenze illecite. L'11 marzo 2024 viene assolto con formula piena insieme ad altri sette imputati; per Bocchino il PM chiedeva un anno di reclusione.

## Riconoscimenti
- 2025 - Premio Caravella Tricolore 2025, conferito ad Italo Bocchino con la seguente motivazione: "Per il saggio "Perché l'Italia è di Destra - Contro le bugie della Sinistra" edito da Solferino"

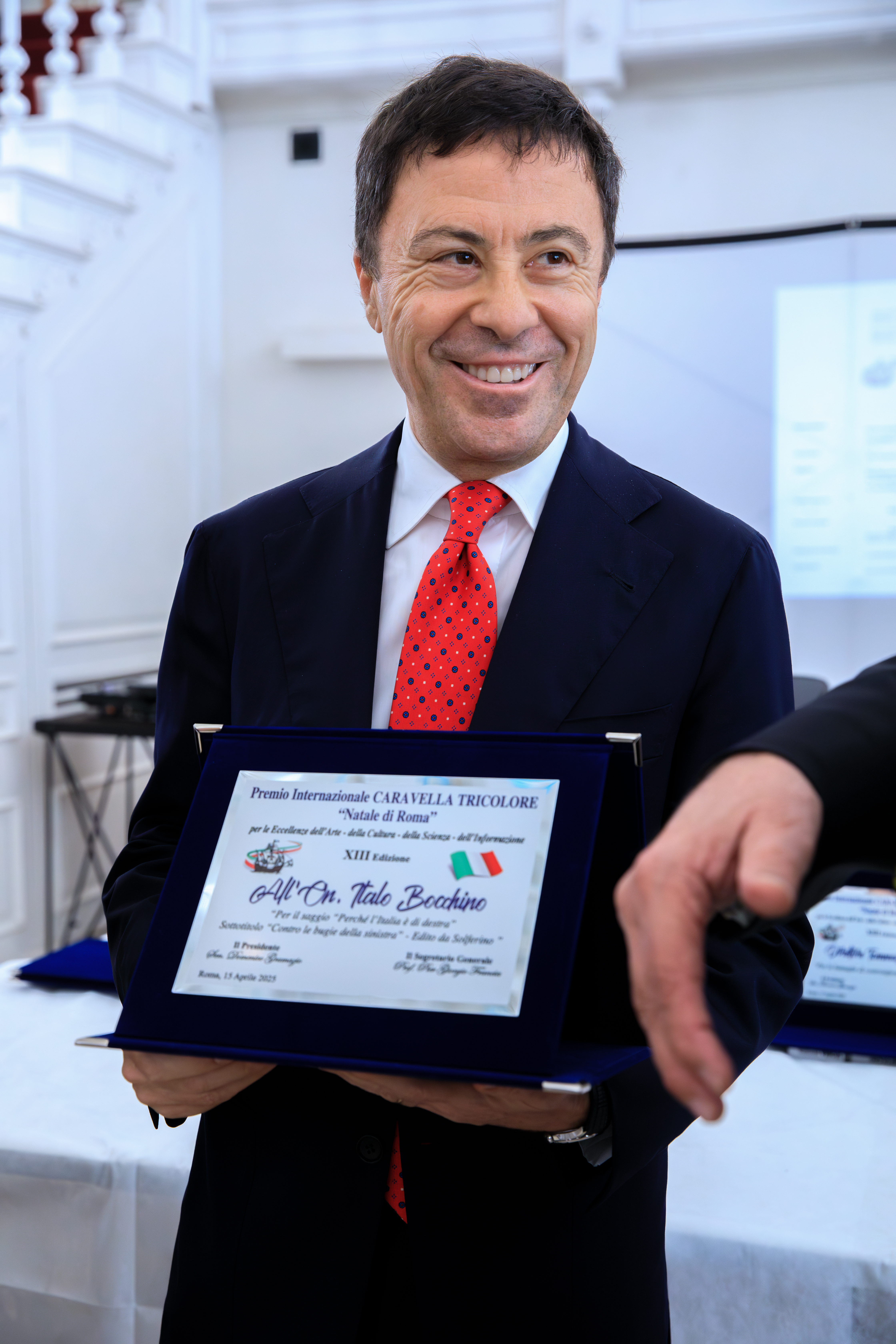
Premio Caravella Tricolore 2025 conferito a Italo Bocchino

## Opere
- 2006 - Italo Bocchino, Orazio Abbamonte, L'esperienza della politica. Un dialogo, Rubbettino, ISBN 88-498-1344-9
- 2011 - Italo Bocchino, Una storia di destra, Longanesi, ISBN 9788830430952
- 2024 - Italo Bocchino, Perché l'Italia è di destra, Solferino, ISBN 9788828216001